# Volker Moericke
Volker Moericke (* 22. Dezember 1913 in Mannheim; † 8. Juni 1981) war ein deutscher Zoologe, Botaniker und Professor für angewandte Entomologie an der Universität Bonn. Er entdeckte die Farbsichtigkeit von Blattläusen.

## Leben
Moericke wuchs in Konstanz auf. Er studierte Zoologie, Botanik, Chemie, Phytopathologie und Physik in München, Freiburg, Göttingen und Bonn, wo er 1940 unter Hans Blunck seine Dissertation schrieb. Während des Zweiten Weltkriegs wurde er im Jahr 1941 zum Militärdienst eingezogen.
Nach dem Krieg ging er an die Universität Freiburg, wo er als Assistent am Institut für Forstzoologie arbeitete. Im Jahr 1947 kehrte er an das Institut für Pflanzenkrankheiten der Universität Bonn zurück. 1954 habilitierte er sich in Bonn und lehrte dort ab 1956 zunächst als Diätendozent, dann außerplanmäßiger Professor (1960) und schließlich Wissenschaftlicher Rat und Professor (1963). Unter anderem forschte er zum Verhalten von Blattläusen, wobei die als „Moericke Traps“ bekannten Farbfalle weiter entwickelt und genutzt wurde um Flugzeit und Befallsprognosen zu erstellen.
Moericke interessierte sich für Ornithologie und ging mit Studierenden auf morgendliche Exkursionen, um diese in Vogelkunde zu unterrichten.

## Veröffentlichungen
- Volker Moericke: Zur Lebensweise der Pfirsichlaus (Myzodes persicae Sulz.) auf der Kartoffel. Würzburg 1941, zugleich: Dissertation, Universität Bonn, Mathematisch-naturwissenschaftliche Fakultät, 1940
- Ronald J. Prokopy, Volker Moericke, Guy L. Bush: Attraction of Apple Maggot Flies to Odor of Apples. In: Environmental Entomology. Band 2, Nr. 5, 1. Oktober 1973, S. 743–750, doi:10.1093/ee/2.5.743